# Citrus × lumia
La lumìa o lumia di Sicilia o limetta francese (Citrus × lumia Risso & Poit.) è un albero da frutto appartenente alla famiglia delle Rutaceae. Il nome comune lumia si può riferire tanto alla pianta, quanto al suo frutto. Il frutto, molto profumato, è simile al limone, ma bernoccoluto, di pochissimo sugo, di soave sapore e molta scorza.

## Descrizione
La lumia è un albero che raggiunge dai 3 ai 6 metri di altezza, con fiori rosa.
Il frutto è giallo all'esterno ed incolore all'interno, di forma sferica fino ad ovale. La buccia può essere molto ruvida fino a liscia, più o meno foderata all'interno con una massa bianca spugnosa, detta albedo, non commestibile.

In clima favorevole, la lumia fiorisce e fruttifica due volte all'anno. La fioritura dura almeno due mesi ed il frutto maturo può poi attendere altri due mesi sull'albero prima di venir colto, il che favorisce una raccolta sistematica. La fioritura primaverile produce i frutti migliori, la cui raccolta dura poi tutto l'inverno, da novembre ad aprile o maggio. La seconda fioritura, alle volte forzata nelle piantagioni commerciali, avviene in agosto e settembre ed i frutti si possono raccogliere da maggio in poi, subito dopo quelli invernali. In condizioni favorevoli, un albero adulto può dare da 600 a 800 frutti all'anno.